# East Kilbride
East Kilbride je město, ležící ve Velké Británii, konkrétně ve Skotsku, 15 kilometrů jižně od největšího skotského města Glasgow. Je to první a největší z tzv. nových měst Skotska, která se budovala jako řešení pro přelidněné Glasgow ve 40. letech 20. století. Město má průmyslový charakter, kde převládá hlavně strojírenství, elektrotechnika a vývoj.

## Partnerská města
- Ballerup, Dánsko
- Omagh, Severní Irsko

## Rodáci
- Blythe Duff